# Seven Spires
Seven Spires est un groupe de metal symphonique américain fondé en 2013 à Boston,. Le groupe a été fondé par le guitariste Jack Kosto et la chanteuse Adrienne Cowan, qui en sont les principaux auteurs-compositeurs. Seven Spires fait ses débuts un an plus tard avec l'EP The Cabaret of Dreams. Le groupe sort quatre albums studios avec l'arrivée de deux membres permettant de compléter le groupe, le bassiste Peter de Reyna et le batteur Chris Dovas. Leur premier album, Solveig, est produit de façon indépendante. Ensuite, Seven Spires signe avec le label Frontiers Music, publiant deux albums studio supplémentaires, chacun avec plusieurs clips vidéo produits par EmVision Productions et publiés par Frontiers Music.
Seven Spires reprend des éléments de nombreux styles et genres de metal, comme le death metal mélodique, le black metal ou encore le power metal. Le groupe réalise des albums plutôt conceptions, qui se déroulent généralement dans un même univers fictif. Dans les cercles indépendants, les albums du groupe ont reçu des critiques positives, en particulier pour leur musicalité, leurs capacités techniques et leur narration émotionnelle,,.
Le groupe a tourné avec DragonForce en 2022. En 2023, ils ont tourné avec Twilight Force, Silver Bullet, Omnium Gatherum et Eluveitie.
La chanteuse Adrienne Cowan a également prêté sa voix sur la chanson Avalon du groupe Avantasia. En 2025, elle participe à la tournée de l'album contenant ce titre, Here Be Dragons.

## Membres du groupe
Actuel
- Jack Kosto – guitare (2013–présent)
- Adrienne Cowan – chant, claviers (2013–présent)
- Peter de Reyna – basse (2013–présent)
- Dylan Gowan – batterie (2024–présent)

Ancien
- Chris Dovas – batterie (2015–2023)

## Discographie
Albums studio
- Solveig (2017)
- Emerald Seas (2020)
- Gods of Debauchery (2021)
- A Fortress Called Home (2024)